# Bousseviller
Bousseviller je francouzská obec v departementu Moselle v regionu Grand Est. V roce 2013 zde žilo 142 obyvatel.

## Poloha
Sousední obce jsou: Breidenbach, Hanviller, Haspelschiedt, Liederschiedt, Roppeviller a Waldhouse.
Územím obce ve směru od jihu na sever protéká říčka Horn.

## Vývoj počtu obyvatel
Počet obyvatel